# Floribeth Mora Diaz
Floribeth Mora Diaz (San José, 19 de junho de 1963) é uma advogada costarriquenha cuja recuperação de um aneurisma cerebral, diagnosticado como inoperável, foi declarada milagrosa pela Igreja Católica.
Sendo esta cura considerada o segundo milagre devido à intercessão do falecido Papa João Paulo II, depois da cura da Irmã Marie Simon-Pierre, as condições necessárias para sua canonização puderam ser reunidas. O Beato João Paulo II foi assim canonizado em 27 de abril de 2014, pelo Papa Francisco.

## Doença e milagre
Em 8 de abril de 2011, Floribeth Mora Diaz sente uma dor forte no lado direito da cabeça e começa a vomitar. Na verdade, ela sofreu um acidente vascular cerebral grave. Como seus sintomas persistiram, ela foi levada às pressas para o Hospital Calderón Guardia, em Cartago, onde os cirurgiões diagnosticaram um aneurisma cerebral. Ela foi então internada em terapia intensiva; Os médicos rapidamente perceberam a gravidade do problema e anunciaram a presença de arteriosclerose cerebral. Segurando um retrato do Papa João Paulo II, ela foi submetida a uma arteriografia de três horas, ao final da qual os médicos concluíram que o aneurisma estava localizado em uma parte inacessível, muito sensível e, portanto, inoperável do cérebro. Os médicos então avisaram a ela e seus entes queridos que ela tinha apenas um mês de vida. De sua cama de hospital, Floribeth pede então que sua família reze por ela.

### Orações e cura

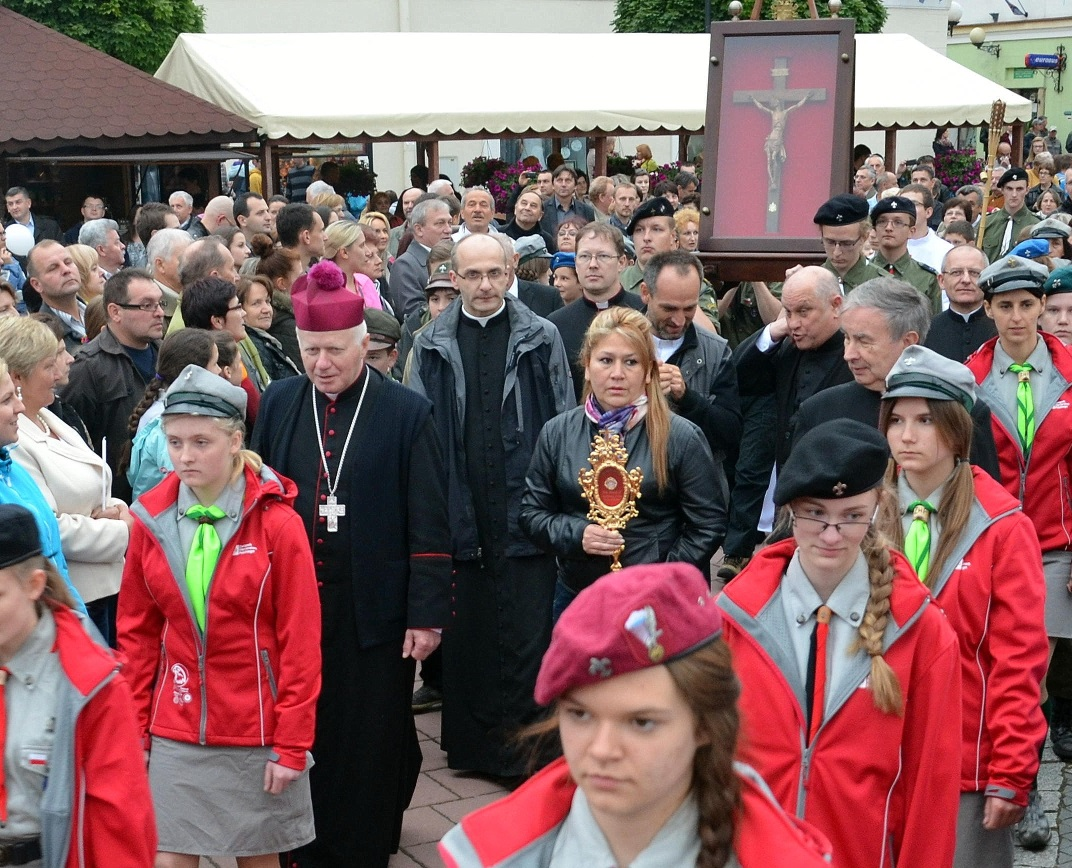
Floribeth e o bispo Adam Szal durante uma ação de graças a São João Paulo II, 1 de junho de 2014

Todos os dias, a partir do Sábado Santo, seu marido, Edwin Antonio Arce Abarca, junto com outros membros da família, rezavam o terço e pediam ao Beato João Paulo II sua intercessão junto a Deus. Ele testemunha que desmaiou ao receber a notícia do terrível diagnóstico e, ao sair do hospital, sentou-se em um banco chorando e rezando: "Meu Deus, socorro! Karol Wojtyła, João Paulo II, não me deixe sozinho, ajude! “Ele acrescenta: "Lembro-me, como se fosse naquele exato momento, de ouvir uma voz que me dizia: Não tenha medo, leve-a, leve-a; a voz tendo repetido isso duas vezes".
Depois de retornar do hospital, Floribeth só conseguia viver na cama porque estava praticamente paralisada. Em 1 de maio de 2011, às 2 da manhã, enquanto assistia à transmissão da cerimônia de beatificação de João Paulo II, ela reza para pedir-lhe cura e depois adormece. Quando ela acorda, ela ouve uma voz lhe dizendo: "Levante-se". Verificando que não havia ninguém em seu quarto, ela ouve novamente esta voz, identificada como a de João Paulo II: "Levanta-te. Não tenha medo". Ela imediatamente se sente muito melhor, seus olhos caem sobre uma revista ilustrada com uma foto de João Paulo II cujos braços estão se estendendo em sua direção; Floribeth então responde: "Sim, senhor" e milagrosamente se levanta.
Ela não pode fazer os testes de verificação imediatamente, é muito caro, mas quando ela finalmente puder fazer os testes; Os médicos diagnosticam que sua paciente está curada do aneurisma. Os testes são então verificados para garantir que não são resultados de outra pessoa e, em novembro de 2011, é publicado um documento oficial que atesta a sua recuperação "sem explicação científica".

## Reconhecimento

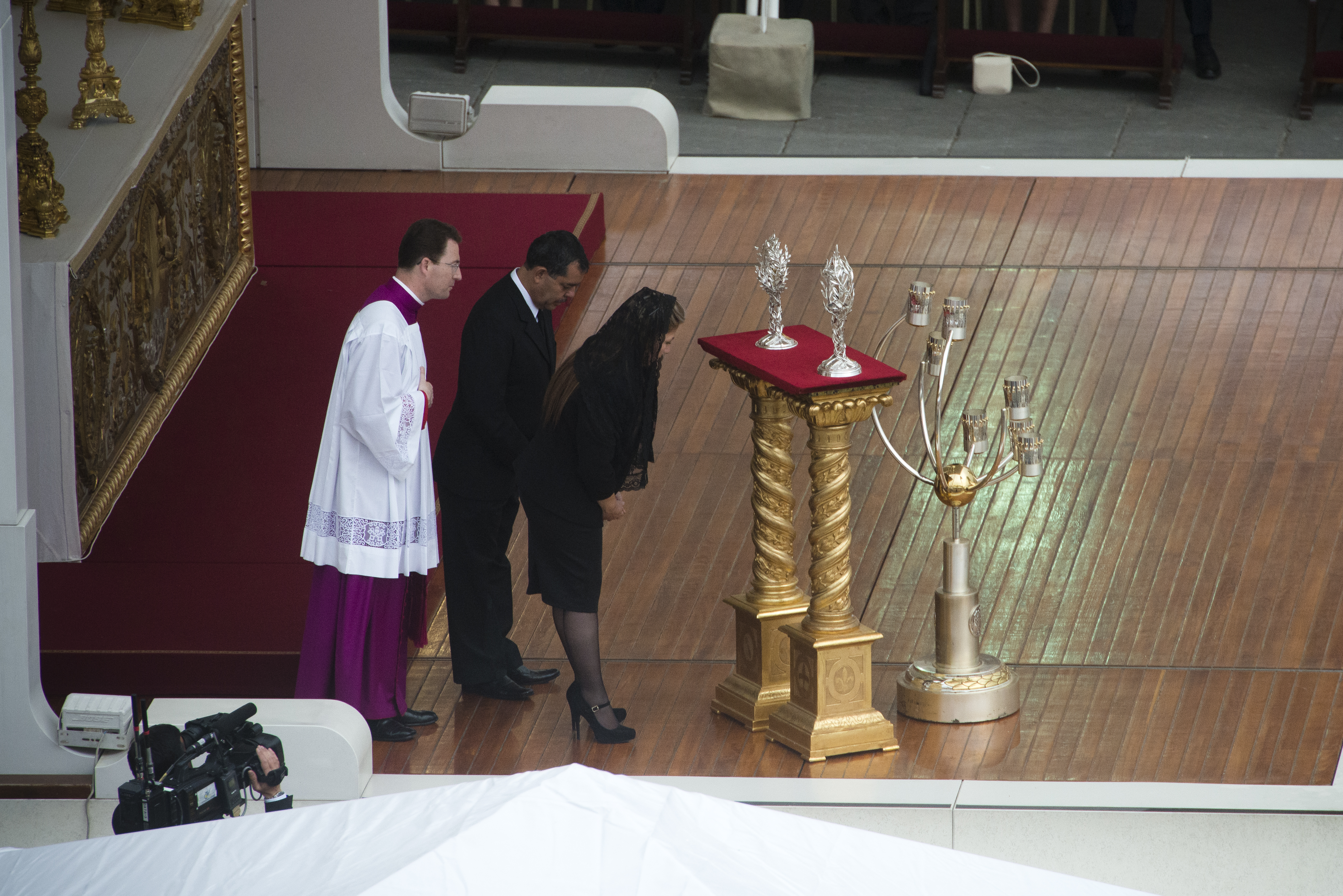
Floribeth e seu marido curvando-se diante dos relicários de São João XXIII e São João Paulo II

Em abril de 2013, o milagre é aprovado pela análise aprofundada de uma comissão de sete doutores da Congregação para as Causas dos Santos, sob proposta do postulador da causa, Dom Slawomir Oder. Foi então aprovado por uma comissão de teólogos em junho de 2013. Então, no dia 2 de julho de 2013, durante a assembleia plenária da Congregação para as Causas dos Santos sua recuperação é considerada milagrosa.
Finalmente, no dia 5 de julho de 2013, o Papa Francisco reconhece oficialmente a cura de Floribeth Mora como milagrosa e ocorrida graças a intercessão de João Paulo II. Este é então um momento chave para o processo de canonização, pois fora o segundo milagre ocorrido após a beatificação.
Em 27 de abril de 2014, Floribeth Mora Diaz e seu marido participaram da cerimônia de canonização dos papas João XXIII e João Paulo II, durante a qual ela carregou o relicário contendo um frasco com o sangue de João Paulo II até o altar da Praça de São Pedro, no Vaticano.